# Almas Kwlşïnbayev
Almas Jakanovïç Kwlşïnbayev (in kazako Құлшынбаев Алмас Жаханұлы?, in russo Алмас Жаканович Кулшинбаев?, Almas Žakanovič Kulšinbaev; 20 ottobre 1975) è un ex calciatore kazako, di ruolo difensore.